# Nga Phú
Nga Phú là một xã thuộc huyện Nga Sơn, tỉnh Thanh Hóa, Việt Nam.

## Thông tin địa lý

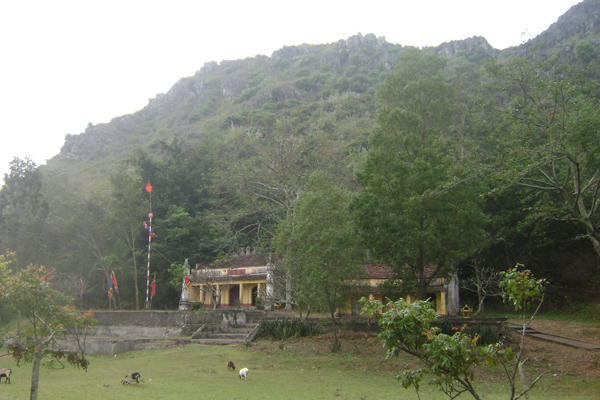
Đền thờ Mai An Tiêm

Xã Nga Phú có diện tích: 7,82 km². Theo Tổng điều tra dân số năm 1999, xã Nga Phú có dân số 5.635 người.
Xã Nga Phú nằm ở phía đông bắc huyện Nga Sơn. Địa giới hành chính như sau: 
- Phía đông giáp xã Nga Điền, huyện Nga Sơn và xã Văn Hải, huyện Kim Sơn, tỉnh Ninh Bình (ranh giới tự nhiên là sông Càn);
- Phía nam giáp xã Nga Thái, huyện Nga Sơn;
- Phía tây giáp xã Nga An, huyện Nga Sơn;
- Phía bắc giáp xã Nga Điền, huyện Nga Sơn.

## Hành chính
Năm 1977, huyện Nga Sơn sáp nhập với huyện Hà Trung thành huyện Trung Sơn, xã Nga Phú thuộc huyện Trung Sơn. Năm 1982 huyện Trung Sơn chia tách thành hai huyện như cũ, xã Nga Phú lại thuộc huyện Nga Sơn.
Xã Nga Phú ngày nay gồm các thôn:
| STT | Tên thôn/xóm/ấp/khu phố | Mã bưu chính |
| --- | ----------------------- | ------------ |
| 1   | Thôn Nhân Sơn           | 443831       |
| 2   | Thôn Văn Đức            | 443832       |
| 3   | Thôn Phong Phú          | 443833       |
| 4   | Thôn Tân Thịnh          | 443834       |
| 5   | Thôn Tân Phát           | 443835       |
| 6   | Thôn Tân Hải            | 443836       |
| 7   | Thôn Chính Nghĩa        |              |